# Canton d'Évreux-Nord
Le canton d'Évreux-Nord est une ancienne division administrative française située dans le département de l'Eure et la région Haute-Normandie.

## Représentation

### Conseillers généraux de 1833 à 2015
| Période | Période          | Identité                           | Étiquette              | Qualité |
| ------- | ---------------- | ---------------------------------- | ---------------------- | --- |
| 1833    | 1843 (démission) | Ambroise René Marie Péclet         |                        | Notaire et agent d'affaires à Évreux |
| 1843    | 1848             | Comte Narcisse-Achille de Salvandy | Majorité ministérielle | Député (1830-1831, 1833-1848) Ancien ministre Membre de l'Académie Française Propriétaire à Graveron                                                                             |
| 1848    | 1852 (démission) | Séraphin Leconte                   | Républicain            | Greffier en chef du Tribunal civil de l'arrondissement d'Évreux Propriétaire à Évreux Démissionne pour refus de prêter serment à l'Empereur Napoléon III                         |
| 1852    | 1870             | André Augustin Morin (1793-1876)   |                        | Général de division Maire de Saint-André-de-l'Eure |
| 1870    | 1880             | Léon Labbé                         | Droite bonapartiste    | Avocat à la Cour d'appel, adjoint au maire d'Évreux |
| 1880    | 1898 (décès)     | Anatole Guindey                    | Républicain            | Médecin, sénateur (1891-1898) Maire d'Évreux (1896-1898), conseiller d'arrondissement                                                                                            |
| 1898    | 1903 (décès)     | Édouard Ferray                     | Rad.                   | Pharmacien Maire d'Évreux (1899-1903), conseiller d'arrondissement |
| 1904    | 1936 (décès)     | Léon Joachim Oursel (1857-1936)    | Rad. puis PRS          | Docteur en médecine Maire d'Évreux (1904-1936) |
| 1936    | 1940             | Georges Chauvin                    | Rad.                   | Avocat - Maire d'Évreux (1936-1940), ancien conseiller d'arrondissement Ancien sous-secrétaire d’État (1918) Député (1928-1936) Ancien conseiller général du Canton d'Evreux-Sud |
|         |                  |                                    |                        | |
| 1943    | 1945             | Raymond Thierry                    |                        | Pharmacien Maire d'Évreux (1940-1944) Nommé conseiller départemental en 1943 |
|         |                  |                                    |                        | |
| 1945    | 1949             | Georges Chauvin                    | Rad.                   | Maire d'Évreux (1945-1947) Sénateur (1946-1948) |
| 1949    | 1979             | Louis Bergouignan                  | RI puis UDF            | Chirurgien |
| 1979    | 1998             | Bernard Blois                      | UDF                    | Expert-comptable Conseiller régional Conseiller municipal d'Évreux Suppléant du député Pierre Monfrais (1978-1981)                                                               |
| 1998    | 2015             | Claude Behar                       | PRG                    | Maire d'Aviron entre 2008 et fin 2018 Vice-président du Conseil général |

### Conseillers d'arrondissement de 1833 à 1940
| Période                                  | Période | Identité                                               | Étiquette             | Qualité |
| ---------------------------------------- | ------- | ------------------------------------------------------ | --------------------- | --- |
| 1833                                     | 1848    | Eustache Ferdinand Bagot (1788-1861)                   |                       | Avocat à Évreux                                                                                             |
| 1848                                     | 1871    | Nicolas Ferdinand Bagot (1816-1882, fils du précédent) |                       | Avocat à Évreux                                                                                             |
| 1871                                     | 1877    | Pierre Amédée Deschamps                                |                       | Propriétaire, maire d'Évreux (1873-1874), Président du Conseil d'arrondissement                             |
| 1877                                     | 1880    | Anatole Guindey                                        | Républicain           | Médecin à Évreux                                                                                            |
| 1880                                     | 1898    | Edouard Ferray                                         | Républicain           | Pharmacien à Évreux                                                                                         |
| 1898                                     | 1913    | Charles Maillard                                       | Républicain puis Rad. | Maire de Quittebeuf                                                                                         |
| 1913                                     | 1925    | Georges Chauvin                                        | Rad.                  | Avocat à Évreux                                                                                             |
| 1925                                     | 1931    | Edmond Auguste Hervieu (1866-1949)                     | Rad.                  | Cultivateur, maire de Sainte-Colombe-la-Campagne                                                            |
| 1931                                     | 1937    | Marius Feugère (1896-1987)                             | Union nationale PDP   | Docteur en droit, clerc de notaire à Évreux                                                                 |
| 1937                                     | 1940    | Gustave Hamel                                          | Rad.                  | Économe à l'école professionnelle d'Évreux Révoqué par le Gouvernement de Vichy                             |
| 1940                                     |         |                                                        |                       | Les conseils d'arrondissement ont été suspendus par la loi du 12 octobre 1940 et n'ont jamais été réactivés |
| Les données manquantes sont à compléter. |         |                                                        |                       | |

- Gustave Hamel, négociant, conseiller d'arrondissement, est déclaré démissionnaire d'office de ses fonctions par le Gouvernement de Vichy en 1942, en vertu de l'article 2 de la loi du 11 août 1941 sur les sociétés secrètes[7].

## Composition

### De 1833 à 1982
Communes de :
- Évreux (Nord)
- Aviron
- Bacquepuis
- Bernienville
- Le Boulay-Morin
- Brosville
- La Chapelle-du-Bois-des-Faulx
- Dardez
- Émalleville
- Gauville
- Graveron
- Gravigny
- Irreville
- Le Mesnil-Fuguet
- Normanville
- Parville
- Quittebeuf
- Reuilly
- Sacquenville
- Sainte-Colombe
- Saint-Germain-des-Angles
- Saint-Martin-la-Campagne
- Le Tilleul-Lambert
- Tournedos
- Tourneville

### De 1982 à 2015
Le canton d'Évreux-Nord regroupait vingt-cinq communes et comptait 25 014 habitants (recensement de 1999 sans doubles comptes).
| Communes                      | Population (2012) | Code postal | Code Insee |
| ----------------------------- | ----------------- | ----------- | ---------- |
| Aviron                        | 1 185             | 27930       | 27031      |
| Bacquepuis                    | 295               | 27930       | 27033      |
| Bernienville                  | 246               | 27180       | 27057      |
| Le Boulay-Morin               | 558               | 27930       | 27099      |
| Brosville                     | 601               | 27930       | 27118      |
| La Chapelle-du-Bois-des-Faulx | 460               | 27930       | 27147      |
| Dardez                        | 168               | 27930       | 27200      |
| Émalleville                   | 494               | 27930       | 27216      |
| Évreux                        | 51 198 (1)        | 27000       | 27229      |
| Gauville-la-Campagne          | 537               | 27930       | 27282      |
| Graveron-Sémerville           | 266               | 27110       | 27298      |
| Gravigny                      | 3 598             | 27930       | 27299      |
| Irreville                     | 337               | 27930       | 27353      |
| Le Mesnil-Fuguet              | 203               | 27930       | 27401      |
| Normanville                   | 1 255             | 27930       | 27439      |
| Parville                      | 320               | 27180       | 27451      |
| Quittebeuf                    | 524               | 27110       | 27486      |
| Reuilly                       | 501               | 27930       | 27489      |
| Sacquenville                  | 768               | 27930       | 27504      |
| Sainte-Colombe-la-Commanderie | 588               | 27110       | 27524      |
| Saint-Germain-des-Angles      | 243               | 27930       | 27546      |
| Saint-Martin-la-Campagne      | 89                | 27930       | 27570      |
| Le Tilleul-Lambert            | 148               | 27110       | 27641      |
| Tournedos-Bois-Hubert         | 301               | 27180       | 27650      |
| Tourneville                   | 258               | 27930       | 27652      |

(1) fraction de commune.

## Démographie
| 1962 | 1968 | 1975 | 1982 | 1990   | 1999   | 2006   | 2011   | 2012   |
| ---- | ---- | ---- | ---- | ------ | ------ | ------ | ------ | ------ |
| -    | -    | -    | -    | 21 730 | 25 014 | 25 760 | 27 185 | 27 246 |